# Charles Dupuy
Charles Alexandre Dupuy (5. listopadu 1851 Le Puy-en-Velay – 23. července 1923 Ille-sur-Têt) byl francouzský politik. V letech 1893, 1894–1895 a 1898–1899 byl premiérem Francie. Byl reprezentantem Pokrokových republikánů (Républicains progressistes). Sehrál zásadní roli v Dreyfusově aféře.

## Život
Začínal jako učitel a později školní inspektor, díky čemuž se dobře obeznámil s problematikou francouzského školství. V roce 1885 byl zvolen do sněmovny za umírněné republikány Julese Ferryho. Nejprve působil jako "zpravodaj" rozpočtu pro veřejné vzdělávání, v roce 1892 pak byl jmenován ministrem školství ve vládě Alexandra Ribota. V dubnu 1893 přijal úřad ministra vnitra, ale na konci listopadu rezignoval. 5. prosince 1893 byl zvolen předsedou sněmovny. Během jeho prvního týdne v úřadu vnikl do parlamentu anarchista Auguste Vaillant a hodil po něm menší bombu. Dupuyova klidná reakce – "Pánové, debata pokračuje" ("Messieurs, la séance continue") – mu získala mnoho uznání a stala se legendární.
V květnu 1894 se stal opět premiérem a ministrem vnitra. V červnu 1894 prožil další dramatickou scénu, když byl po boku prezidenta Carnota v momentě, kdy byl ubodán dalším anarchistou v Lyonu. Poté se Dupuy ucházel o prezidentský úřad, ale byl poražen. Premiérský post navzdory tomu dále udržel. Jeho zákon z června 1894 zavedl formu sociálního pojištění horníků, prostřednictvím vzájemného fondu. Zákon přijatý v listopadu 1894 zavedl podobný institut pro zemědělce (Credit Agricole). Ve stejném měsíci Dupuyův kabinet zahájil projekt výstavby dotovaného bydlení, státní společností Caisse des depots. Během jeho druhého prezidentského mandátu byl zatčen a odsouzen Alfred Dreyfus (23. prosince 1894). Jeho druhý kabinet vydržel až do ledna 1895.
Vývoj Dreyfusovy aféry mu sebral značnou část reputace. Přesto v listopadu 1898 vytvořil svůj třetí kabinet. Dreyfusův případ ho však znovu dostihl. V té době byl u kasačního soudu a očekávalo se, že soudci rozhodnou ve prospěch Dreyfuse. K překvapení mnoha pozorovatelů však Dupuy do případu znovu intervenoval, když navrhl ve sněmovně zákon, který by rozhodnutí o Dreufusovi přenesl na plénum všech oddělení kasačního soudu, namísto oddělení, které k tomu bylo určeno. Tento svévolný akt, ačkoli byl v parlamentu prosazen, byl vykládán jako nový pokus zachovat rozsudek prvního vojenského soudu. Všechna oddělení kasačního soudu nicméně rozhodla, že případ se musí znovu otevřít a musí být zřízen nový vojenský soud s Dreyfusem, načež Dupuy okamžitě rezignoval.
V červnu 1900 byl zvolen senátorem za departement Haute-Loire. Znovu byl zvolen 7. ledna 1906 a 11. ledna 1920 a v úřadu setrval až do své smrti 23. července 1923.